# Jason Stewart
Jason Stewart (14 de noviembre de 1980 en Bakersfield, California) es un jugador profesional de fútbol americano juega la posición defensive tackle para Sacramento Mountain Lions en la United Football League. Firmó como agente libre en 2003 para Indianapolis Colts. Jugó como colegial en Fresno State.
También jugó para Los Angeles Avengers en la Arena Football League y California Redwoods en la UFL.

## Estadísticas UFL
|           |        | Defensa | Defensa | Defensa | Defensa | Defensa | Defensa | Intercepciones | Intercepciones | Intercepciones | Intercepciones | Intercepciones |
| Temporada | Equipo | Tkl     | Ast     | Tot     | Sck     | Yds     | FF      | N.º            | Yds            | Avg            | TD             | Lg             |
| 2009      | CAR    | 6       | 10      | 11.0    | 0.0     | 0       | 0       | 1              | 43             | 43.0           | 1              | 43             |
| 2010      | SML    | 4       | 6       | 7.0     | 1.0     | 9       | 0       | 0              | 0              | 0.0            | 0              | 0              |
| Total     | Total  | 10      | 16      | 18.0    | 1.0     | 9       | 0       | 1              | 43             | 43.0           | 1              | 43             |